# Jehu (König)

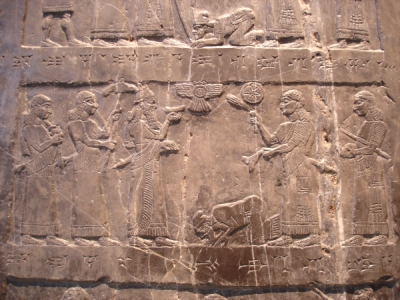
Jehu wirft sich vor Salmanassar III. nieder. Abbildung auf dem Schwarzen Obelisken

Jehu war König Israels von etwa 841 bis um 814 v. Chr.

## Etymologie
Der hebräische Personenname יֵהוּא jehû’ „Jehu“ ist ein identifizierender Nominalsatzname, bestehend aus Subjekt und Prädikat. Subjekt (und zugleich theophores Element) ist „JHWH“, Prädikat ist das Personalpronomen הוּא hû’, deutsch ‚er‘. Der Name lässt sich daher als „JHWH ist er“ übersetzen. Er kann als eine Art Glaubensbekenntnis aufgefasst werden („JHWH ist es / JHWH ist derjenige“). Die Septuaginta gibt den Namen als Ιου Iu wieder, die Vulgata als Hieu. Die assyrische Form des Namens lautet Jaua.

## Der biblische Jehu
Nach biblischer Überlieferung diente Jehu als Oberst im Heer des Nordreiches. Er wurde von Elischa, einem Schüler des Propheten Elija, schon während der Regentschaft Jorams zum König gesalbt, als dieser in eine Auseinandersetzung mit Hasael von Aram (Damaskus) verwickelt war. Die Machtübernahme Jehus gelang durch die Unterstützung des Militärs und führte zum Sturz der Omridendynastie.
Jehu wird einmal „Sohn Joschafats und Enkel Nimschis“ genannt (2 Kön 9,2.14 ). In anderen Notizen wird er nur als „Sohn Nimschis“ bezeichnet (1 Kön 19,16 ; 2 Chr 22,7 ).

### Sturz der Omridendynastie
Jehu ließ gemäß der biblischen Erzählung zunächst den Obersten und Ältesten der Stadt Jesreel eine Botschaft zukommen, in der er mitteilen ließ: „Wer der Beste unter den Söhnen eures Herrn ist, soll auf den Königsthron seines Vaters gesetzt werden und für das Haus streiten“ (2 Kön 10,2–3 ). Die Ältesten von Jesreel verkündeten daraufhin ihre Treue gegenüber Jehu. Nach dem Treuebekenntnis forderte Jehu die Ermordung von 70 Angehörigen der Omridendynastie und Übergabe ihrer Köpfe in Jesreel (2 Kön 10,4–6 ). Die Forderung wurde erfüllt. Jehu trat nun vor das Volk und ließ verkünden, dass nicht er sich „gegen den Herrn aufgelehnt habe, sondern es der Wille und die Tat des Volkes war“ (2 Kön 10,9 ). Deshalb tötete Jehu auch die restlichen Angehörigen vom Haus Ahab in Jesreel (2 Kön 10,11 ). Als er danach unterwegs nach Samaria war, traf er auf 42 Brüder von Ahasja von Juda und ließ sie ebenfalls ermorden (2 Kön 10,13-14 ). In Samaria angekommen, wurde der übrige Rest der Familie des Ahab von Jehu getötet (2 Kön 10,17 ).

### Jehu tötet die Könige Joram von Israel und Ahasja von Juda
Joram führte mit Ahasja eine kriegerische Auseinandersetzung gegen Hasael von Damaskus vor Ramot-Gilead. Der Krieg ging verloren und Joram wurde verletzt nach Jesreel gebracht (2 Chr 22,5–6 ). Ahasja kam zu ihm, um sich die Art der Verletzung anzusehen (2 Kön 8,29 ). Jehu zog ebenfalls zu beiden nach Jesreel (2 Kön 9,16 ). Joram wertete die Ernennung Jehus zum neuen König (2 Kön 9,6 ) als Usurpation und Verrat. Bei dem nachfolgenden Fluchtversuch wurde er von Jehu getötet (2 Kön 9,23–24 ). Als Ahasja dies sah, flüchtete er nach Samaria, wurde aber von den Truppen Jehus geschlagen. Nach der Festnahme wurde Ahasja zu Jehu nach Megiddo gebracht (2 Kön 9,27 /2 Chr 22,8–9 ) und dort von ihm umgebracht. Jehu ließ auch die Mutter der Könige Ahasja und Joram, Isebel, töten, indem er sie aus dem Fenster werfen ließ (2 Kön 9,33 ).

### Tötung der Baal-Priester
Jehu gab sich als Baal-Anhänger aus und ließ ein Fest zu Ehren dieses Gottes ausrufen. Die Baal-Priester versammelten sich im Tempel ihres Gottes. Jehu unterstützte vorgeblich die Feierlichkeiten, achtete aber darauf, dass sich nur die Baal-Priester im Tempel befanden. Nachdem alle Baal-Priester anwesend waren, töteten die Truppen Jehus während der Feierlichkeiten alle Baal-Anhänger im Tempel, derer sie habhaft wurden, die Fliehenden wurden außerhalb des Tempels dann ebenfalls von Jehus Söldnern getötet (2 Kön 10,18–24 ).
Dennoch berichtet das Buch der Könige, dass Jehu in Dan und Bethel die Anbetung des Goldenen Kalbs toleriert habe (2 Kön 10,31 ).

### Weitere Erwähnungen
Die Bibel beschreibt Jehu als einen JHWH-treuen König. Sein Nachfolger war sein Sohn Joahas. Bis 750 v. Chr. regierten die Nachkommen Jehus vier Generationen, wie ihm in 2 Kön 10,30  prophezeit worden war.
Während die Regierung Jehus in den Königsbüchern überwiegend positiv beurteilt wird, blickt der Prophet Hosea ca. 100 Jahre nach Jehu kritisch auf die „Blutschuld von Jesreel“ (Hos 1,4 ), die gesühnt werden müsse.

## Außerbiblische Erwähnungen
Zwei außerbiblische Erwähnungen liefern Quellenmaterial zur Regierungszeit Jehus, eine dritte Quelle behandelt Ereignisse, an denen Jehu nach biblischer Darstellung beteiligt war.

### Tel-Dan-Inschrift
Als Tel-Dan-Inschrift bezeichnet man das Fragment einer Stele aus dem 9. Jahrhundert v. Chr., welches den Sieg eines aramäischen Königs über seine Feinde beschreibt. Höchstwahrscheinlich handelt sich bei diesem Herrscher um Hasael. Im Gegensatz zum biblischen Bericht wird jedoch erklärt, dass Hasael selbst König Joram aus dem Haus Omri und König Ahasja aus dem Haus David nebst 70 Anführern getötet habe. Die Namen der Könige sind jedoch nur bruchstückhaft erhalten, Jehu selbst wird nicht genannt. Es lässt sich allenfalls vermuten, dass in den folgenden Zeilen von ihm die Rede gewesen ist. Der Bericht über die Tötung der 70 Heerführer und Ausrottung einer königlichen Dynastie erscheint in anderem Zusammenhang in einem Königsbericht aus Zakkur.

### Annalen Salmanassars III.
Nach seinem Feldzugsbericht zu seinem 18. Regierungsjahr griff Salmanassar III. Hasael von Aram-Damaskus 841 v. Chr. an, fügte ihm großen Schaden zu, konnte ihn aber nicht besiegen. Er zog dann weiter in Richtung Süden nach Hauran, wo er ebenfalls große Verwüstungen anrichtete. Anschließend wandte er sich nach Westen und durchquerte offensichtlich Israel, um zum Gebirge Ba'lira'si (= Karmel) zu gelangen, wo er „Tribut von den Tyrern, den Sidoniern und von Jehu, dem Sohne Omris“ empfing.

### Schwarzer Obelisk Salmanassars III.
Der Schwarze Obelisk des assyrischen Herrschers Salmanassar III. zeigt auf einem seiner 20 Reliefs die Tributzahlung eines israelitischen Königs. Der zugehörigen Inschrift zufolge handelt es sich dabei um Jehu. Er wird allerdings als Abkömmling der Omridendynastie beschrieben („Jehu, Sohn des Omri“), die er nach biblischem Bericht zerstörte.

## Historische Rekonstruktion

### Assyrische Unterstützung bei Jehus Machtübernahme
Jehu musste infolge seiner Machtübernahme den Assyrern schweren Tribut leisten. Astour und Ahlström haben aus der Zeitgleichheit des Feldzuges Salmanassars III. mit dem Sturz der Omriden geschlossen, dass die Jehu-Revolution als direkte Konsequenz des assyrischen Expansion anzusehen ist. Zu diesem Zeitpunkt habe es sich nicht um einen Angriff von Aram-Damaskus gehandelt, sondern um den Feldzug Salmanassars III.

### Spätere Zerstörungen durch Aram-Damaskus
Nach 838 v. Chr. ließ der assyrische Druck auf Syrien-Palästina nach und Hasael von Aram-Damaskus konnte sich für den Bündnisbruch rächen, indem er Israel angriff, einen Großteil der Streitmacht vernichtete und weite Teile Transjordaniens besetzte.